# Moo Deng
Moo Deng (tiếng Thái: หมูเด้ง, RTGS: mu deng, nghĩa đen: lợn nảy) là một con hà mã lùn cái sống ở Vườn thú Khao Kheow, huyện Si Racha, tỉnh Chonburi, Thái Lan. Con vật nổi tiếng vào tháng 9 năm 2024 khi mới hai tháng tuổi sau khi những hình ảnh của nó được lan truyền trên mạng và trở thành ảnh chế.

## Tiểu sử
Moo Deng sinh ngày 10 tháng 7 năm 2024 từ cặp bố mẹ là Tony và Jonah. Nó có hai anh chị em ruột (Nadet và Moo Tun) và bốn anh chị em cùng mẹ khác cha (Ko, Kanya, Phalo và Moo Wan). Tên của con vật được chọn qua một cuộc thăm dò ý kiến công khai với hơn 20.000 người bỏ phiếu cho "Moo Deng", có nghĩa là "lợn nảy" hay "bouncy pig".

## Nổi tiếng
Sau khi Vườn thú Khao Kheow đăng ảnh những con hà mã lùn lên trang Facebook chính thức, Moo Deng nhanh chóng nhận được quan tâm của người xem vì dáng vẻ hoạt bát và ngộ nghĩnh hơn những con hà mã khác. Để tiếp thị, sở thú cũng sau đó đã phát triển các mẫu áo và đồ lưu niệm in hình Moo Deng. Một số công ty khác cũng tham gia vào trào lưu này, ví dụ như một cơ sở bánh ngọt sản xuất bánh hình hà mã. Hãng mỹ phẩm Sephora cũng đăng tải một video hướng dẫn trang điểm lấy cảm hứng từ Moo Deng. Ngoài ra, con vật cũng trở thành đề tài cho nhiều phương tiện truyền thông khác như hội họa, phim ảnh.